# Robin Wagner
Robin Wagner (né le 8 février 1993 à Zábřeh) est un coureur cycliste tchèque. Spécialiste du kilomètre, il est champion d'Europe espoir de la discipline en 2013 et 2014 et représente son pays à l'occasion des championnats du monde sur piste depuis 2013.

## Palmarès

### Championnats du monde
| Édition / Épreuve              | Kilomètre | Vitesse individuelle | Vitesse par équipes |
| Minsk 2013                     | 14e       | 39e                  |                     |
| Saint-Quentin-en-Yvelines 2015 | 14e       |                      |                     |
| Londres 2016                   | 8e        |                      |                     |
| Apeldoorn 2018                 | 14e       |                      | 7e                  |
| Pruszków 2019                  | 9e        |                      | 12e                 |

### Championnats d'Europe
| Édition / Épreuve      | Kilomètre | Vitesse par équipes |
| Anadia 2013 (espoirs)  | Or        | Argent              |
| Anadia 2014 (espoirs)  | Or        |                     |
| Athènes 2015 (espoirs) | Argent    |                     |
| Granges 2015           | Bronze    |                     |
| Berlin 2017            | 5e        |                     |
| Glasgow 2018           | 7e        |                     |
| Munich 2022            | 11e       | 6e                  |
| Granges 2023           | 11e       | 7e                  |

### Championnats de République tchèque
- Champion de République tchèque du kilomètre juniors : 2011
- Champion de République tchèque du kilomètre : 2012 et 2016